# Esbjerg Energy
Esbjerg Energy ist eine Eishockeymannschaft aus Esbjerg. Ihre Heimspiele trägt die Mannschaft in der 4.195 Zuschauer fassenden Granly Hockey Arena aus. Betreibergesellschaft ist die Esbjerg Elite Ishockey A/S. Der kanadische Cheftrainer Jason Jaspers spielte vor seiner Verpflichtung 14 Jahre lang in der DEL.
Benachbarte „Lokalrivalen“ spielen in Herning (Herning Blue Fox) und Vojens (SønderjyskE Ishockey).

## Geschichte

Logo der Eishockeyabteilung des Esbjerg fB

1964 wurde der erste Eishockey-Verein Esbjergs gegründet. Der Esbjerg Ishockey Klub war zuvor Teil des Eislaufvereins Esbjerg Skøjte Klub. Esbjerg IK gewann 1969 den ersten dänischen Meistertitel.
2005 erwarb der Fußballverein Esbjerg fB die Profilizenz vom Esbjerg IK für die AL-Bank Ligaen und gründete eine eigene Eishockey-Abteilung. Esbjerg IK ist seit dem Lizenzverkauf ein reiner Jugend- und Amateurverein.
Der größte Erfolg von EfB Ishockey war das Erreichen des Playoff-Halbfinales in der Saison 2006/07, als man Herning Blue Fox mit 1:4 Siegen unterlag. Seit der Saison 2010/11 war der Schwede und ehemalige NHL-Spieler Tomas Jonsson Cheftrainer.
2013 beendete Esbjerg fB sein Engagement im Bereich Eishockey. Die Abteilung wurde von einer lokalen Investorengruppe übernommen und seitdem als Aktiengesellschaft Esbjerg Elite Ishockey A/S betrieben. Der größte Erfolg wurde 2016 mit dem Gewinn der Dänischen Meisterschaft erreicht, bereits ein Jahr darauf konnte der zweite Meistertitel gefeiert werden.
2019 konnte die Granly Hockey Arena durch kommunale Zuschüsse (Esbjerg Kommune) und private Gelder ausgebaut werden, um internationale Standards zu erfüllen.

## Bekannte Spieler
- Olivier Coqueux
- Sebastian Dahm
- Fabrice Lhenry
- David Liffiton
- Brett Lysak
- Casper Norrild